# Мокрице (Орославје)
Мокрице су насељено место у саставу града Орославја у Крапинско-загорској жупанији, Хрватска. До територијалне реорганизације у Хрватској налазиле су се у саставу старе општине Доња Стубица.

## Становништво
На попису становништва 2011. године, Мокрице су имале 758 становника.

## Попис1991.
На попису становништва 1991. године, насељено место Мокрице је имало 793 становника, следећег националног састава:
| Попис 1991.‍  | Попис 1991.‍  | Попис 1991.‍ | Попис 1991.‍ | Попис 1991.‍ |
| ------------ | ------------ | ----------- | ----------- | ----------- |
|              |              |             |             |             |
| Хрвати       | Хрвати       |             | 777         | 97,98%      |
| Југословени  | Југословени  |             | 5           | 0,63%       |
| Срби         | Срби         |             | 2           | 0,25%       |
| Мађари       | Мађари       |             | 1           | 0,12%       |
| Словенци     | Словенци     |             | 1           | 0,12%       |
| неопредељени | неопредељени |             | 6           | 0,75%       |
| непознато    | непознато    |             | 1           | 0,12%       |
| укупно: 793  |              |             |             |             |